# Ringschnabelente
Die Ringschnabelente (Aythya collaris), auch Halsringente genannt, ist eine kleine nordamerikanische Tauchente aus der Familie der Entenvögel. Auch wenn sie eindeutig zur Gattung der Tauchenten gehört, weist die Ringschnabelente einige Verhaltensweisen auf, die an Gründelenten erinnern. Sie liegt für eine Tauchente verhältnismäßig hoch auf dem Wasser, kann sich ohne Anlauf sofort vom Wasser erheben, gründelt häufig und sucht mitunter nur mit untergetauchtem Kopf nach Nahrung. Ihre Jungen hält sie in der Ufervegetation versteckt und führt sie anders als die meisten Tauchenten nicht sofort aufs offene Gewässer. Diese Verhaltensweisen sind vermutlich dadurch bedingt, dass sie anders als die meisten Tauchenten seichte Sumpfgewässer als Lebensraum präferiert.
In Mitteleuropa ist die Ringschnabelente ein sehr seltener Irrgast, wobei die Zahl der Beobachtungen seit den 1970er Jahren zugenommen hat. Für die Schweiz gibt es seit den 1960er Jahren mindestens sieben Winternachweise. In Deutschland ist sie zwischen 1977 und 1997 insgesamt 22 Mal beobachtet worden. In Großbritannien und Irland ist sie seit 1955 ein regelmäßig zu beobachtender Irrgast. Daneben bestehen Beobachtungen, die auf Gefangenschaftsflüchtlinge zurückzuführen sind.

## Merkmale
Ringschnabelenten werden 37 bis 46 cm lang, 600 bis 1200 g schwer und haben eine Flügelspannweite von etwa 72 cm. Sie ähneln Reiherenten, haben jedoch einen „aufgebeult“ wirkenden Hinterkopf.
Das Männchen hat einen dunklen Kopf, der violett glänzt. Die Brust, der Schwanz und die Flügeldecken sind schwarz, der Bauch weiß. Der Schnabel ist grau mit weißer Binde und weißer Linie um den Schnabelgrund, die Augen sind gelb.

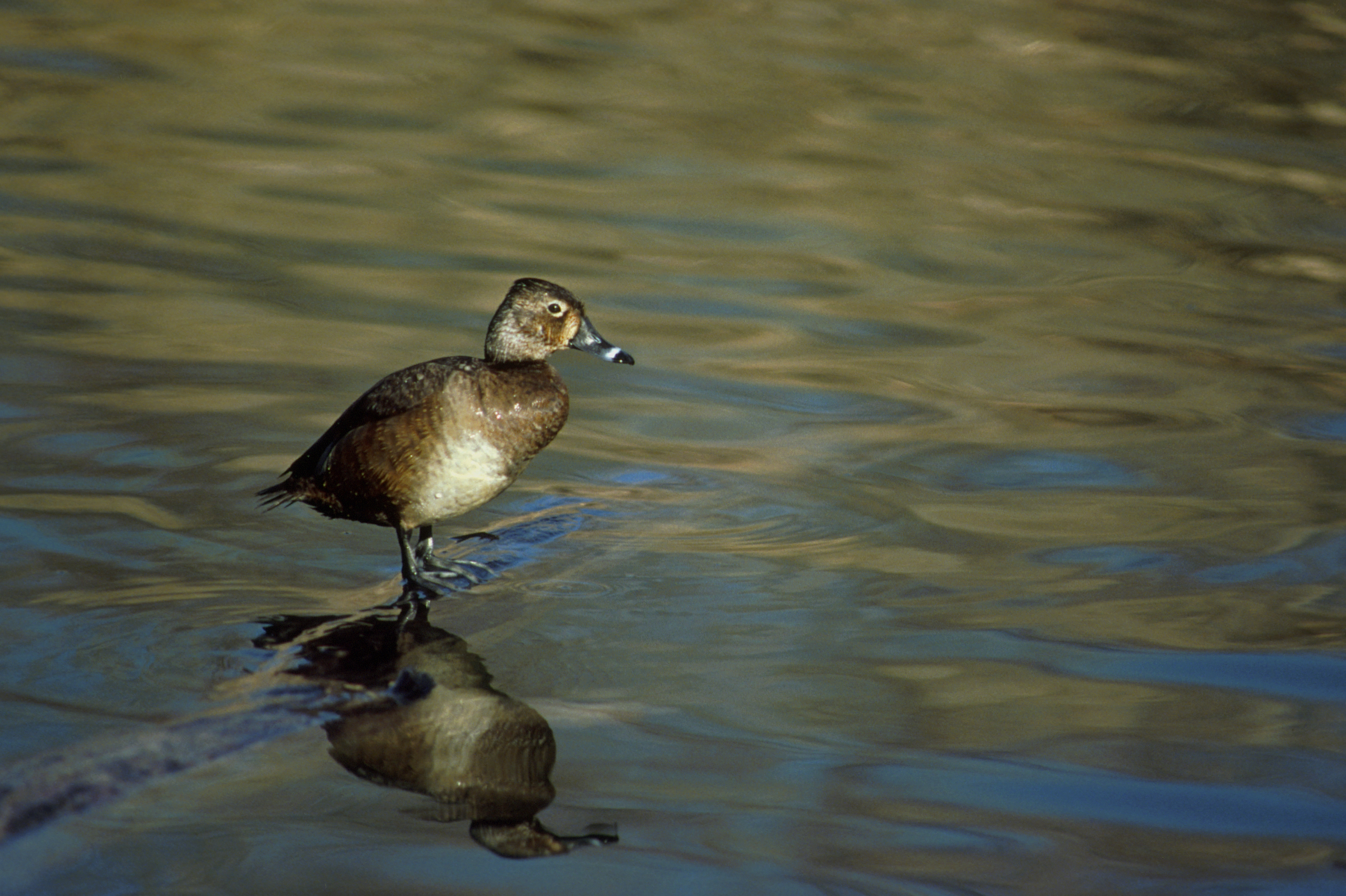
Ringschnabelente (weiblich)

Das Weibchen ist graubraun. Der Schnabel ist hell umrandet.
Verwechslungsmöglichkeiten bestehen mit der Bergente und der Kanadabergente. Die Ringschnabelente weist allerdings einen schwarzen statt grauen Rücken auf, was das wesentliche Unterscheidungsmerkmal zu diesen beiden Arten ist.

## Verbreitung
Die Ringschnabelente brütet von Alaska bis nach Nova Scotia. Zu ihren Brutgebieten zählen Washington, die beiden Dakota-Staaten, Minnesota sowie Maine. Ihr Habitat sind Seen, wo sie im Schilf ihr Nest baut. Als Zugvogel wandert sie im Winter weiter südlich nach Mittelamerika bis Panama und in die Karibik. Das Hauptüberwinterungsgebiet ist der Golf von Mexiko von Florida bis Yukatan.
Ringschnabelenten erreichen als Irrgäste immer wieder Europa. Die wissenschaftliche Erstbeschreibung erfolgte 1809 anhand einer Ringschnabelente, die in Großbritannien geschossen wurden und im Leadenhall Market in London zum Verkauf kam. Seitdem die Ringschnabelente ihr Brutgebiet durch den Populationsanstieg in Nordamerika ausgedehnt hat, sind Irrgäste in Europa häufiger. In Großbritannien finden sich in den meisten Wintern einige Ringschnabelenten ein. Allein im Jahre 1980 wurden 35 Individuen gezählt. Irrgäste finden sich aber auch in Island, Portugal, Österreich und auf den Azoren ein.

## Lebensweise
Die Nahrung der Ringschnabelenten ist überwiegend pflanzlich. Sie nehmen große Mengen an Samen, Laichkräutern und anderen Sumpf- und Uferpflanzen zu sich. Bis zu 20 Prozent der Nahrung ist animalische Kost. Sie frisst Insektenlarven, Weichtiere, Würmer und Krustentiere, die sie aber häufig unbeabsichtigt gemeinsam mit ihrer pflanzlichen Nahrung aufnimmt. Auch die Küken und Jungvögel ernähren sich überwiegend von Pflanzen, das ist ungewöhnlich, da diese Nahrung deutlich energieärmer ist als tierische Kost.
Die Nester werden direkt in Wassernähe errichtet und befinden sich häufig in der Überschwemmungszone. Die Eier sind olivfarben. Das erste Gelege besteht normalerweise aus neun Eiern. Das zweite Gelege ist etwas kleiner und weist gewöhnlich sieben Eier auf. Es brütet allein das Weibchen. Die Brutzeit beträgt 25 bis 29 Tage, die Jungen werden nach 49 bis 56 Tagen flügge. Die Weibchen kehren bevorzugt in die Region zurück, in der sie aufgewachsen sind. Für Weibchen, die älter als ein Jahr waren, betrug die Rückkehrerquote 53 Prozent.

## Bestand

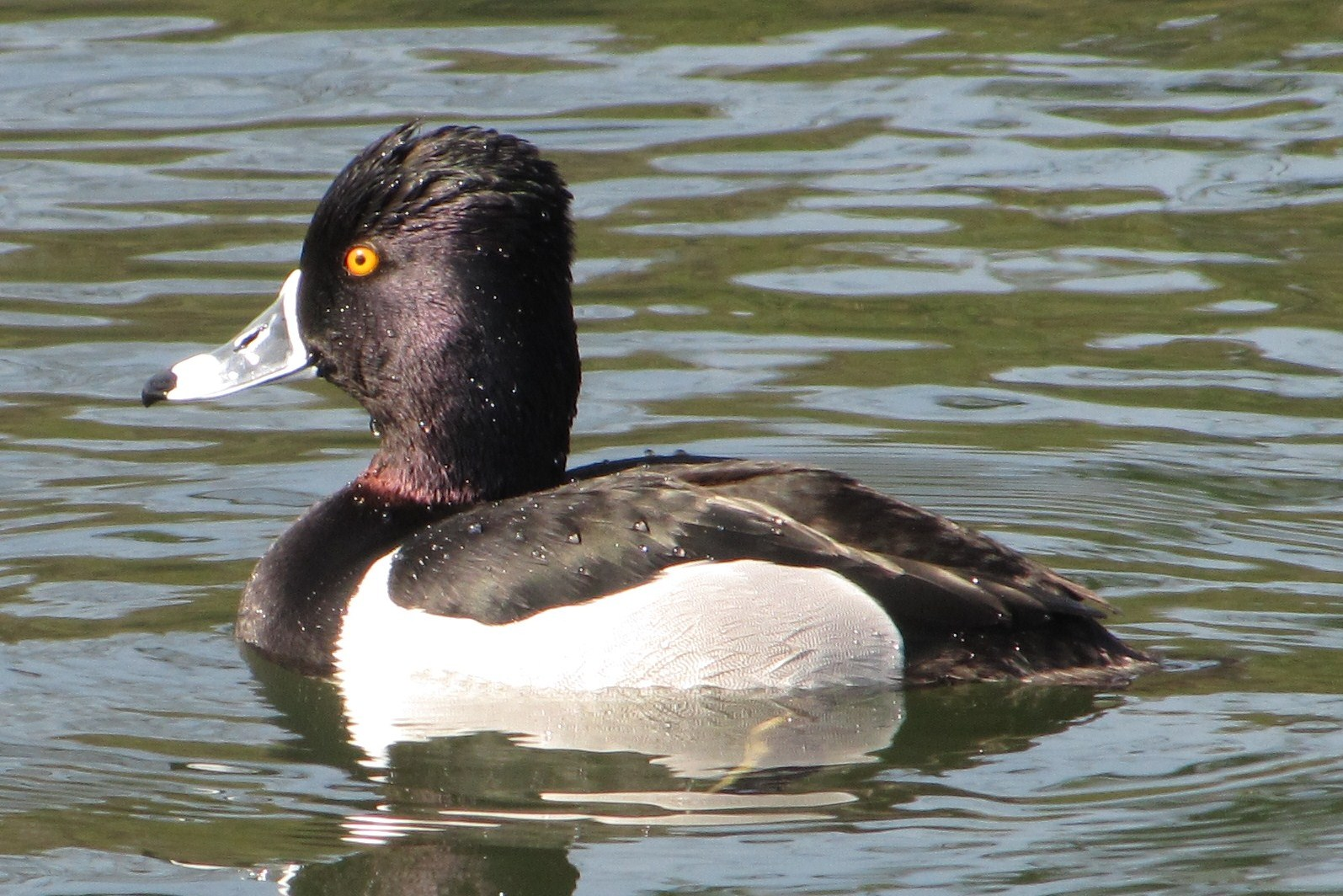
Männchen

Der Bestand an Ringschnabelenten nimmt in den Vereinigten Staaten zu. In den 1950er Jahren wurde die Population auf 334.000 Individuen geschätzt. In den 1990er Jahren umfasste der Bestand durchschnittlich 923.100 Individuen. Die Bestandserhöhung ging mit einer Ausweitung des Brutgebiets einher. Wetlands International schätzte den weltweiten Bestand für das Jahr 2002 auf 1,2 Millionen Individuen. Die Art ist sehr anpassungsfähig und erschließt sich auch neue Lebensräume sehr schnell.

## Belege